# María Teresa Fernández
María Teresa Fernández Martín fue una joven española andaluza de 18 años que desapareció en Motril, Granada, la noche del 18 de agosto de 2000. En aquel momento, la joven se dirigía a una parada de autobús con la intención de asistir a un concierto durante las fiestas patronales de la ciudad, pero nunca llegó a su destino.
Desde entonces, no se ha vuelto a saber nada de ella. A día de hoy, su paradero sigue siendo un misterio y las circunstancias de su desaparición aún no han sido esclarecidas.

## Desaparición
María Teresa Fernández Martín, de 18 años, la pequeña de tres hermanas, era una joven descrita por su entorno como responsable, alegre, cariñosa y amante de los animales. El viernes 18 de agosto de 2000, su padre, Antonio Fernández, la llevó en coche hasta la céntrica Avenida de Andalucía de Motril. Desde allí, María Teresa tenía previsto coger el autobús para encontrarse con su novio en la playa para, posteriormente, acudir juntos a un concierto del grupo Café Quijano durante las fiestas patronales de la ciudad.
La joven nunca llegó a encontrarse con su novio ni a asistir al concierto. La última comunicación conocida fue un mensaje de texto enviado a su pareja a las 21:53 horas, en el que decía: "Puede que tarde, pero voy. Espérame". Sin embargo, no volvió a saberse de ella. Según algunos conocidos que la vieron desde un coche, fue vista por última vez caminando por la avenida mencionada, mientras miraba su teléfono móvil.
Al ver que María Teresa no aparecía, su novio fue al centro de la ciudad a buscarla, pero no logró encontrarla. Pasada la medianoche, al terminar el concierto, su hermana mediana, Mercedes, y el novio de esta, que debían recogerla, esperaron en vano. Alarmada por su ausencia, Mercedes llamó a sus padres, muy preocupada y entre lágrimas, asegurando que a María Teresa le había ocurrido algo.
En ese momento, no existían cámaras de seguridad en la zona y ningún testigo presencial pudo aportar información relevante sobre su paradero. Al día siguiente, el 19 de agosto, la familia denunció su desaparición sin esperar las 48 horas que en aquella época se consideraban habituales para comenzar una investigación. Estaban convencidos de que no se trataba de una fuga voluntaria, ya que la personalidad y los hábitos de María Teresa no se correspondían con esa posibilidad.

## Investigación y pistas
Desde el momento en que se denunció la desaparición de María Teresa en Motril, la Policía Nacional emprendió una investigación exhaustiva que incluyó búsquedas en distintas zonas del municipio y sus alrededores, entrevistas a personas de su entorno y la reconstrucción de los hechos conocidos. La imagen de la joven fue difundida a nivel nacional y europeo, sin que las acciones iniciales permitieran identificar sospechosos ni hallar indicios sólidos sobre su paradero. La única pista directa fue el mensaje de texto que María Teresa envió a su novio poco antes de desaparecer. Las declaraciones de amigos, conocidos y familiares descartaron tanto una desaparición voluntaria como la existencia de conflictos personales que pudieran explicarla. La familia, a día de hoy, piensa que la hipótesis más probable fue que María Teresa se subiera voluntariamente al vehículo de un conocido.
A lo largo de los años, el caso ha seguido diversas líneas de investigación. En 2008 adquirió especial notoriedad al ser vinculado con Tony King, condenado por los asesinatos de Rocío Wanninkhof y Sonia Carabantes. Desde prisión, King aseguró a los padres de María Teresa que su hija había sido asesinada por su amigo Robert Graham y que él mismo había presenciado el crimen. A raíz de estas declaraciones se solicitó un careo judicial entre ambos y una orden internacional de búsqueda contra Graham. Además, King fue autorizado a salir de prisión para colaborar con los investigadores e intentar indicar el lugar donde supuestamente fue abandonado el cuerpo de María Teresa. Sin embargo, las diligencias realizadas no permitieron confirmar sus afirmaciones y la hipótesis fue finalmente descartada por falta de pruebas concluyentes.
También se investigaron otras pistas, como un mensaje anónimo enviado años después desde una cabina telefónica y una posible aparición de María Teresa en Venezuela, aunque ninguna de estas vías aportó resultados relevantes. En años posteriores, un equipo especializado de la Policía Nacional procedente de Madrid asumió el caso, revisando íntegramente la investigación y todas las pruebas recogidas hasta ese momento. Las nuevas pistas que llegan a la Comisaría de Motril son analizadas con rigor, aunque no se hacen públicas para preservar la integridad del proceso judicial, que sigue abierto en el Juzgado de Instrucción nº5 de Motril.
El 11 de diciembre de 2008, la madre de María Teresa, Teresa Martín, fue víctima de una agresión en plena calle por parte de un desconocido que la amenazó con que le ocurriría lo mismo que a su hija si seguía hablando del caso. El ataque, que le causó lesiones físicas permanentes, intensificó la angustia de la familia y reafirmó su determinación de esclarecer lo sucedido.
Ante la falta de avances significativos y por cuestiones administrativas, en 2015 la familia solicitó la declaración legal de fallecimiento de María Teresa para evitar complicaciones hereditarias respecto a sus otras dos hijas. A pesar de ello, continúan reclamando justicia y la localización de la joven, manteniendo viva su memoria mediante homenajes y actos públicos. El caso ha dejado una profunda huella en la sociedad de Motril y ha tenido repercusión a nivel nacional, convirtiéndose en un símbolo de la lucha de las familias de personas desaparecidas y contribuyendo a impulsar campañas destinadas a mejorar los protocolos de búsqueda e investigación en España.